# Alejandra Pizarnik

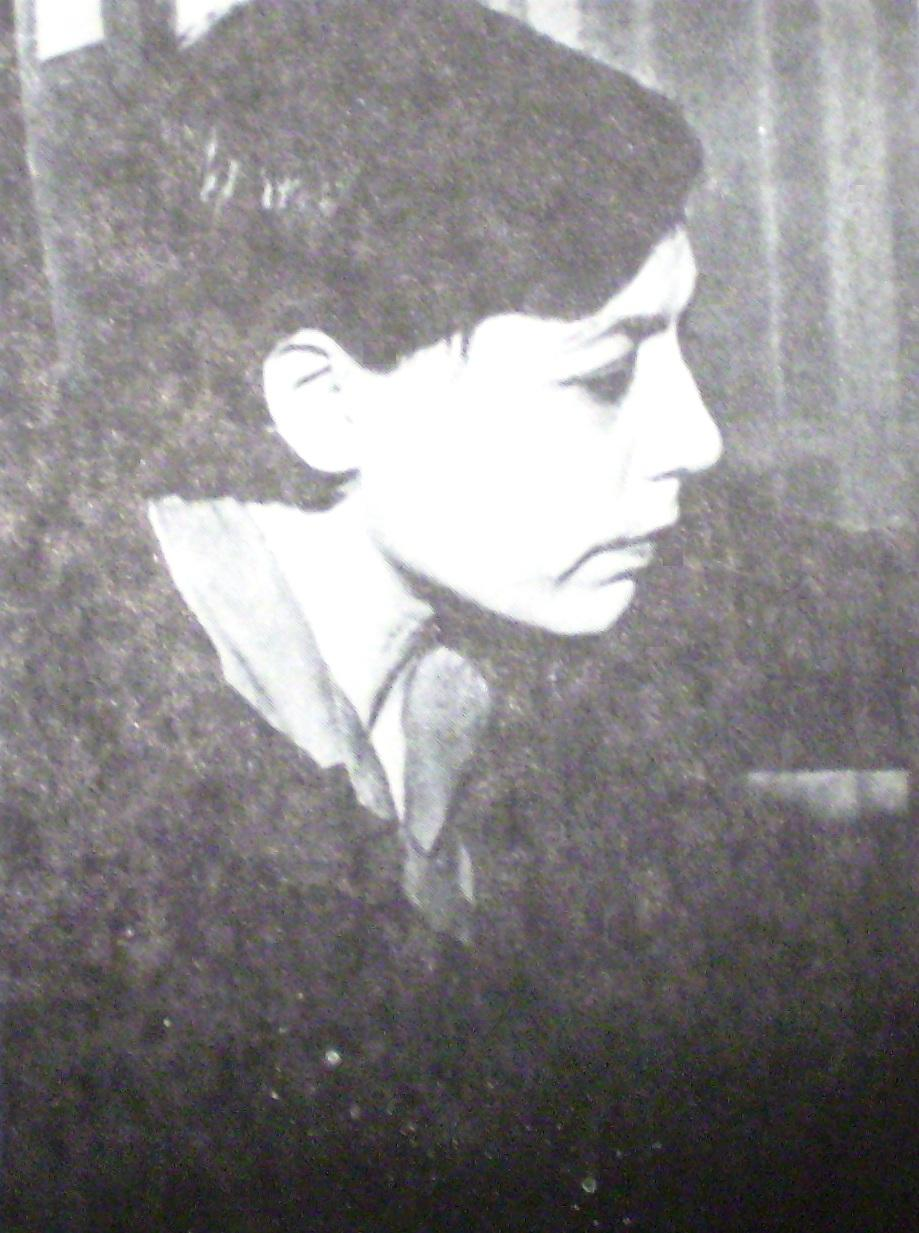
Alejandra Pizarnik (vor 1969)

Alejandra Pizarnik (amtlich Flora Pizarnik; * 29. April 1936 in Buenos Aires; † 25. September 1972 ebenda) war eine argentinische Dichterin des 20. Jahrhunderts.

## Leben

### 1936–1953: Kindheit und Jugend
Alejandra Pizarnik wurde am 29. April 1936 als Flora Pizarnik nahe Buenos Aires geboren. Ihre Eltern Elías Pizarnik und Rejzla (Rosa) Bromiker, beide jüdisch, waren zwei Jahre zuvor aus der stalinistischen Sowjetunion emigriert und hatten sich in der Hafen- und Handelsstadt Avellaneda in der Provinz Buenos Aires niedergelassen, wo bereits die Schwester der Mutter mit ihrer Familie lebte. Durch die Arbeit des Vaters als Schmuckverkäufer ökonomisch gesichert, konnte Familie Pizarnik eine sorgenfreie Existenz führen und integrierte sich schnell in die örtlich ansässige Gemeinschaft mitteleuropäischer Einwanderer. Alejandra und ihre zwei Jahre ältere Schwester Myriam besuchten, ergänzend zur üblichen Schulausbildung, die jüdische Salman-Reisen-Schule, wo sie die jiddische Sprache erlernten und mit der jüdischen Religion und Kultur vertraut wurden. Dort wurde Alejandra, die damals noch ihren Namen Flora führte, „Bluma“ oder „Blümele“ genannt. Mit dem späteren Beginn ihrer literarischen Karriere nahm sie den Namen Alejandra an.
Alejandra sprach spanisch mit osteuropäischem Akzent, hinzu kam ein Stottern, das sie bis zu ihrem Lebensende nicht gänzlich verließ und ihren so häufig beschworenen Kampf mit der Sprache prägte (hier liegt eine Gemeinsamkeit mit Antonin Artaud, dem sie sich zeit ihres Lebens verwandt fühlte). Starke Akneprobleme, Asthma und die Tendenz zum Dickwerden hoben sie gegenüber ihren Altersgenossinnen – vor allem gegenüber ihrer älteren Schwester, die gänzlich dem konventionellen Schönheitsideal entsprach – ab und verursachten ein problematisches Verhältnis zu ihrem Körper, das zu einer ihrer zahlreichen Obsessionen wurde. So nahm sie schon früh die appetitzügelnde Droge Amphetamin, die Jahre später im Zusammenhang mit ihren starken Gefühlsschwankungen immer wieder Euphorieschübe verursachte. Der Drogenkonsum legte in späteren Jahren außerdem die physische Grundlage ihrer nächtlichen Arbeitsphasen, die sie als „Tochter der Schlaflosigkeit“ posthum zur Legende werden ließen.

### 1954–1959: Studium und literarische Anfänge
An der Fakultät für Philosophie und Philologie der Universität von Buenos Aires belegte Alejandra Kurse in Literaturwissenschaft und Journalismus (bis 1957). Ergänzend zum Studium, das sie nicht abschloss, wurde sie von Juan Battle Planes in Malerei unterrichtet. Motiviert von ihrem Professor Juan Jacobo Bajarlía, der schon früh ihr literarisches Talent entdeckte und sie als junge Autorin umfassend förderte, las Alejandra Joyce, Breton, Proust, Gide, Claudel und Kierkegaard und entwickelte eine ausgesprochene Vorliebe für den Surrealismus. Die Auseinandersetzung mit dem Unterbewussten wurde daher nicht nur für ihre Therapie bei dem argentinischen Psychoanalytiker und Psychologieprofessor Leon Ostrov wegweisend, sondern begleitete auch maßgeblich den Entstehungsprozess ihrer Texte. Die mit ihrer Affinität zum Surrealismus einhergehende Faszination für den Tod und die „verlorene Kindheit“ rückten diese Themen schon früh in das Zentrum ihres Schaffens.
Durch Juan Jacobo Bajarlía knüpfte Alejandra erste Kontakte zu argentinischen Schriftstellern, zur Gruppe Equis um Roberto Juarroz und zum Literatenzirkel Poesía Buenos Aires um Raúl Gustavo Aguirre, und lernte ihren ersten Verleger kennen. 1955 erschien der erste Gedichtband der erst 19-jährigen Alejandra: La tierra más ajena (1955, dt. Die fremdeste Erde). Kurz darauf folgten La última inocencia (1956, dt. Die letzte Unschuld) und Las aventuras perdidas (1958, dt. Die verlorenen Abenteuer). Zu fast brüderlichen Freundschaften wie mit Antonio Requeni und Olga Orozco, einer zeitlebens für sie zentralen Bezugsperson, gesellten sich Beziehungen, die gleichermaßen literarische Auseinandersetzung, tiefe persönliche Verbundenheit wie erotische Sinnlichkeit miteinander verknüpften, so im Fall der Schriftstellerin Elizabeth Azcona. Affären und Liebschaften verbanden Alejandra mit Intellektuellen und Schriftstellern beider Geschlechter, so auch in ihren späteren Pariser Jahren mit Julio Cortázar und, so wird es ihr nachgesagt, mit Octavio Paz. Im Aufbegehren gegen überkommene Geschlechterrollen, die vor allem im patriarchal geprägten Argentinien dominierten, bekannte sich Alejandra offen zum erotischen Libertinismus, wie es auch einzelne Tagebucheintragungen festhalten.

### 1960–1964: Paris
In der Kulturmetropole Paris lebte Alejandra im Quartier Latin und wurde bald zu einer angesehenen Schriftstellerin inmitten der dort ansässigen Szene lateinamerikanischer und europäischer Intellektueller. Sie publizierte Literaturkritiken und Essays, unter anderem als ständige Mitarbeiterin der Literaturzeitschrift Lettres Nouvelles, stand in regem Austausch mit Octavio Paz, Julio Cortázar, Italo Calvino, André Pieyre de Mandiargues und Roger Caillois und lernte Simone de Beauvoir und Marguerite Duras kennen. Nach den Worten ihrer Biographin, der argentinischen Lyrikerin Cristina Piña, schmiedete sie vor allem in diesen Jahren ihre an Rimbaud orientierte Legende des poeta maldito, der begabten avantgardistischen Dichterin, deren Lebenswandel durch Drogenkonsum, Alkoholexzesse und die bewusste Überschreitung sexueller Geschlechterrollen wie sozialer Normen geprägt war und von der bürgerlichen Gesellschaft verfemt wurde. Diese Form der Selbstinszenierung, die nach Piña bereits zu Lebzeiten das Fundament künftiger Legendenbildung gelegt habe, ziele auf eine Einheit von Leben und Werk ab. Wahnsinn, Selbstmord und Tod wurden zu den großen Themen ihrer Literatur und legen eine biographische Interpretation nahe. Während ihres Aufenthaltes in Paris erschien in Buenos Aires ihr nächster Gedichtband Árbol de Diana (1962, dt. Baum der Diana).

### 1965–1972: Letzte Lebensjahre in Buenos Aires und internationale Anerkennung
Nach ihrer Rückkehr lebte Alejandra bis 1968 im Haus ihrer Eltern, zu denen sie ein unverändert problematisches Verhältnis – sie selbst beschreibt es als Hassliebe – pflegte. Ihr Vater, der 1967 plötzlich durch einen Herzinfarkt verstarb, sicherte seit jeher finanziell ihre Existenz, dazu kam nun die Haushaltsführung der Mutter, die Alejandras literarischer Karriere mit wenig Verständnis begegnete. Für ihren nächsten Gedichtband, Los trabajos y las noches (1965, dt. Die Arbeiten und die Nächte) erhielt Alejandra 1966 den Primer Premio Municipal de Poesía, einen Literaturpreis, der den nationalen Durchbruch bedeutete und dem zwei Jahre später mit dem renommierten Guggenheim-Stipendium auch die internationale Anerkennung folgte.
1968 zog Alejandra in ein eigenes Apartment, das zu einem Zentrum des literarischen Austauschs wurde, da sie sich immer mehr vom öffentlichen Leben dorthin zurückzog, um in höchster Konzentration zu arbeiten. Im gleichen Jahr veröffentlichte sie ihren nächsten Gedichtband Extracción de la piedra de locura (1968, dt. Bergung des Wahnsteins). 1969 reiste sie für wenige Tage nach New York und danach weiter nach Paris. Dort war ihre Enttäuschung gegenüber den früheren Freunden und deren bürgerlichen Verpflichtungen groß, aber auch ihre grundlegende Fremdheit gegenüber der politisch aufgeheizten und teilweise antisemitischen Stimmung bewogen sie schon nach wenigen Tagen zur Abreise, konzentrierte sich doch ihr Werk so sehr auf das eigene Leiden, dass die politischen Reflexionen und Revolten dieser Zeit für sie nicht von Belang waren.
In den Folgejahren schrieb sie ihre von schwarzem Humor durchzogenen Dramentexte Los poseídos entre las lilas (1969, dt. Die Besessenen im Flieder) und La bucanera de Pernambuco o Hilda la polígrafa (1970–71, dt. Die Seeräuberin von Pernambuco oder Hilda, die Universalgelehrte) und publizierte neben ihrem letzten Gedichtband El infierno musical (1971, dt. Die musikalische Hölle) ihre Erzählung La condesa sangrienta (1971, dt. Die blutrünstige Gräfin), die im Stil der Phantastischen Literatur die Geschichte der Massenmörderin und zur Horrorlegende gewordenen Gräfin Erzsébet Báthory aus dem 16. Jahrhundert aufgriff. Alejandra setzte außerdem ihre Psychotherapie bei dem argentinischen Psychoanalytiker Pichon Rivière, dem Vater ihres Schriftstellerfreundes Marcelo Pichon Rivière, fort.
Nach einem gescheiterten Selbstmordversuch 1970 verbrachte sie viele Monate in einer Klinik, konnte aber danach ihren Alltag in der eigenen Wohnung wiederaufnehmen. Ihre Tagebucheinträge aus dem Sommer und Herbst 1971 verzeichnen weitere gescheiterte Selbstmordversuche, denen ein fünfmonatiger Klinikaufenthalt bis November 1971 folgte. Am 25. September 1972 verstarb Alejandra Pizarnik durch die Einnahme einer Überdosis von Schlaftabletten. Nach der Einschätzung ihrer Biographin Cristina Piña ist die Todesabsicht umstritten, da Alejandra Pizarnik häufig Schlafmittel in exzessiven Mengen einnahm, um überhaupt schlafen zu können, und außerdem alle äußeren Zeichen auf einen stabilen Alltag (bereits getroffene Verabredungen für die nächsten Tage etc.) hinwiesen. Alejandra Pizarnik wurde am 27. September 1972 auf dem jüdischen Friedhof von La Tablada beigesetzt.

## Lyrisches Schaffen
Alejandra Pizarnik war eine Meisterin des sehr kurzen Gedichtes in freien Versen. In den späteren Jahren schrieb sie auch Prosagedichte, die mitunter beträchtliche Länge erreichten. In beiden Fällen schenkte sie dem Klangcharakter der Wörter die gleiche Beachtung wie ihrem Bedeutungsgehalt. So entstehen geradezu atemberaubende Spannungen zwischen wenigen Wörtern, die einen stets wohlklingenden Text bilden oder in diesem immer wieder wiederholt werden.
Die Themen kreisen um das lyrische Ich, biografisch, pseudobiografisch, reflektierend; Nichtzugehörigkeit, Verlust, Todesnähe.
Die Eleganz ihres Stils, die Verwendung zeitlos anmutender Bild-Welten und nicht zuletzt zahlreiche Zitate und Widmungen belegen ihre große literarische Bildung und lebhafte Teilnahme am kulturellen Leben ihrer Zeit; sozusagen die erwachsene Seite neben einer radikal kindlichen Grundhaltung.

### Textbeispiel
Reloj
Dama pequeñísima

moradora en el corazón de un pájaro

sale al alba a pronunciar una sílaba

NO
Uhr
Winzige Dame

Bewohnerin eines Vogelherzens

tritt in die Morgendämmerung und sagt eine Silbe

NEIN
(aus: Los trabajos y las noches)

## Bibliografie

### Veröffentlichungen zu Lebzeiten
- La tierra más ajena, Buenos Aires 1955, später von ihr verworfen
- La última inocencia, Buenos Aires 1956
- Las aventuras perdidas, Buenos Aires 1958
- Árbol de Diana, Buenos Aires 1962, mit einem Vorwort von Octavio Paz
- Los trabajos y las noches, Buenos Aires 1965
- Extracción de la piedra de locura, Buenos Aires 1968
- Nombres y figuras, Barcelona 1969
- El infierno musical, Buenos Aires 1971
- La condesa sangrienta, Buenos Aires 1971, über Erzsébet Báthory
- Los pequeños cantos, Caracas 1971

### Übersetzungen ins Deutsche
- extraña que fui / fremd die ich war 52 Gedichte, Übertragungen von Elisabeth Siefer, Zürich 2000, ISBN 3-908126-11-8
- Cenizas – Asche, Asche Gedichte in Spanisch und Deutsch, herausgegeben und übertragen von Juana und Tobias Burghardt, Ammann Verlag, Zürich 2002, ISBN 3-250-10470-1
- In einem Anfang war die Liebe Gewalt. Tagebücher. Herausgegeben von Ana Becciu, übersetzt von Klaus Laabs, Ammann Verlag, Zürich 2007, ISBN 3-250-10484-1

### Biografie
- Cristina Piña: Alejandra Pizarnik, Buenos Aires 1991